# Дорогорская волость
Дорогорская волость — административно-территориальная единица в составе Мезенского уезда Архангельской губернии, существовавшая с 1924 по 1929 года. Центром волости было село Дорогорское.

## История
Декретом ВЦИК от 9 июня 1924 в Мезенском уезде образовано пять укрупненных волостей: Дорогорская, Канино-Тиманская (или Канино-Чешская), Койнасская, Лешуконская и Мезенская. Дорогорская волость объединила волости Дорогорскую и Погорельскую. В 1929 году волость была упразднена, территория была включена в состав Мезенского района.

## Состав волости
Дорогорская волость включала в свой состав пять сельских обществ: Быченское, Дорогорское, Жердское, Козьмогородское и Целегорское.